# Igrejas Reformadas Unidas na América do Norte
As Igrejas Reformadas Unidas na América do Norte  - IRUAN (em inglês United Reformed Churches in North America - URCNA) são uma federação de igrejas Reformadas teologicamente conservadora, que foi fundada em 1996 em Lynwood, Illinois, com muitas igrejas que saíram da Igreja Cristã Reformada na América do Norte.

## Origem
As Igrejas Reformadas Unidas traçam suas raízes de volta para os primeiros movimentos protestantes na Europa, e para as igrejas reformadas na Bélgica e na Holanda. A partir de 1618-1619 as igrejas reformadas internacionais, com representantes de vários países, reuniram-se no Sínodo de Dort, nos Países Baixos e não coletivamente declararam sua fé, resumindo os ensinamentos bíblicos nos cânones do Concílio de Dordrecht. Junto com os Cânones de Dort as IRUAN também detém a Confissão Belga e o Catecismo de Heidelberg como padrões doutrinários. Estes documentos são conhecidas coletivamente como "Os Três Formas de Unidade". A Igreja Reformada Unida também subscrever os Credos Ecumênicos (Credo dos Apóstolos, Credo de Niceia e Credo de Atanásio). A doutrina fundamental que eles descrevem é justificação forense, segundo a qual Cristo oferece um duplo benefício: um do pecado é imputado a Cristo e ele sofre para ele na cruz, enquanto Sua perfeita obediência é creditada aos crentes que recebem seus benefícios, incluindo a vida eterna.

## História
Na década de 1980 um grupo de membros da Igreja Cristã Reformada na América do Norte (ICRAN) considerou que a denominação foi se afastando das verdades da Reforma Protestante. Este grupo cresceu consideravelmente na década de 1990. A Aliança Reformada Cristã foi formada em 1990. Dois anos depois, o grupo foi renomeado para Aliança das Igrejas Reformadas. Em 1994, cerca de 62 igrejas se reuniram para discutir uma solução para o problema. Alguns delas já haviam deixado a Igreja Cristã Reformada, enquanto alguns nunca tinha sido parte dessa denominação.
A IRUAN foi fundada como uma federação de igrejas reformadas em 1996 em Lynwood, Illinois. A maioria dos membros que fundaram a IRUAN deixaram a ICRAN, devido ao desacordo sobre várias questões como a ordenação de mulheres e casos de evolução, e os crentes reformados conservadores estavam preocupados que as Igrejas Reformadas cristãs deixaram o ensino bíblico para acomodar as tendências sociais modernas. Cerca de 36 igrejas com 7.600 membros aderiram à unidade federativa e realizaram seu primeiro Sínodo adotando o nome de Igrejas Reformadas Unidas na América do Norte. Elas queriam reclamar de volta suas raízes, Reformadas confessionais originais. Em 1997, o sínodo em St. Catharines adotou a Ordem igreja baseada na Igreja da Ordem de Dort. Atualmente existem 8 aulas (grupos regionais de congregações) na IRUAN. Pelo menos uma vez a cada três anos os presbíteros e os pastores membros se reúnem para uma reunião sinodal.
A IRUAN é formada sobre diversas questões relacionadas com a autoridade da Bíblia, reconhecendo-a como infalível regra de fé e prática. Além disso a igreja rejeita a ordenação de mulheres para os cargos de presbíteras e pastoras.

## Estatísticas
| Ano  | Igrejas e congregações | Membros |
| ---- | ---------------------- | ------- |
| 2008 | 106                    | 22.495  |
| 2011 | 112                    | 23.505  |
| 2018 | 123                    | 24.617  |
| 2020 | 127                    | 24.916  |
| 2021 | 130                    | 25.296  |
| 2022 | 134                    | 25.236  |
| 2021 | 140                    | 25.004  |

Igrejas da IRUAN podem ser encontradas em 22 estados norte-americanos, principalmente no Centro-Oeste Superior (Iowa e Michigan) e Califórnia, e em seis províncias canadenses principalmente em Ontário e Alberta. Em 2008, a denominação relatou crescimento, principalmente através de membros adicionais que saíram da ICRAN no final de 1990. Segundo as estatísticas da denominação, havia 106 igrejas, espalhadas por todos os Estados Unidos e Canadá, com 22.495 membros, 146 ministros e 9 presbitérios (Michigan, Central dos EUA, Oriente EUA, Sudoeste dos Estados Unidos, Noroeste do Pacífico, sul de Ontário, Ontário Oriental, Southwestern Ontario, Canadá ocidental).
Em 2011 a denominação relatou 112 igrejas e 23.502 membros.
Em 2018, a denominação estimou ser formada por 24.617 membros, em 123 igrejas.
Em 2021, a denominação publicou estatísticas relativas ao ano de 2020, nas quais afirmou ser formada por 24.916 membros, em 131 igrejas.
Em 2022, a denominação publicou estatísticas relativas ao ano de 2021, nas quais afirmou ser formada por 25.296 membros, em 130 igrejas.
Em 2024, a denominação publicou estatísticas relativas ao ano de 2023, nas quais afirmou ser formada por 25.004 membros, em 140 igrejas.

## Missões
As IRUAN suporta vários trabalhos missionários nos EUA e Canadá e missões estrangeiras em tais como Missão Reformada em Trinidad e Tobago, Índia, México, Honduras, Filipinas, Costa Rica e Papua Nova Guiné. E para o trabalho missionário da IRUAN na Itália.

## Formação de ministros
As Igrejas Reformadas Unidas não têm um seminário denominacional ou faculdade; em vez disso, candidatos para a Pastoral são amplamente examinadas por sua Igreja Local e Presbitérios independentemente do seminário antes da sua ordenação ou instalação. A maioria dos ministros das IRUAN foram treinados no Seminário Teológico Calvino (Grand Rapids, Michigan), Seminário Reformado Mid-America (Dyer, Indiana), ou Seminário de Westminster, na Califórnia (Escondido, Califórnia), mas o número de outros seminários representados é crescente.

## Fusão
As Igrejas Cristãs Reformadas Ortodoxas na América do Norte, uma outra ruptura com a Igreja Cristã Reformada na América do Norte, votaram pela adesão as IRUAN em 2008 a convite deste último.
As IRUAN atualmente formam um "Unidade Federativa" com as Igrejas Reformadas Canadenses e Americanas. A união orgânica foi objetivada com as Igrejas canadenses e americanos em 2010. Em 2011, na 37ª reunião do Conselho Norte Americano Presbiteriano e Reformado, reuniram-se representantes das Igrejas Reformadas Canadenses e Americanas e Igrejas Reformadas Unidas da América do Norte em diálogo. Em resumo, a organização encoraja cada grupo e consistório para continuar a exercer a questão de uma eventual fusão entre as denominações. Este foi chamado de Diálogo Eclesiástica Reformada (RED). Porém tal projeto recebeu críticas por dar grande liberdade aos grupos integrados a esta possível denominação.

## Relações intereclesiais
As IRUAN adotam três fases formais de relacionamento ecumênico, que descrevem o nível de comunhão e cooperação entre ela e outras denominações. A definição de cada fase é baseada nos princípios do “Manual de Relações Ecumênicas”.
Na fase 1, as IRUAN trocam correspondência com outra denominação, enviam observadores para suas assembleias gerais/sínodos ou concílios. O objetivo é discernir se existe base para comunhão mais profunda, mas ainda não há reconhecimento oficial de ministério ou membresia. 
Em 2024, as igrejas nesse nível de relacionamento com as IRUAN eram:
- Igreja Presbiteriana Reformada Associada
- Igrejas Reformadas Livres da América do Norte
- Congregações de Herança Reformada
- Igreja Presbiteriana Coreana Americana
- Igreja Presbiteriana Coreana na América (Kosin)
- Igreja Presbiteriana na América
- Igreja Reformada Presbiteriana
- Igreja Presbiteriana Evangélica África
- Igreja Livre da Escócia
- Igreja Reformada Evangélica da Índia
- Igrejas Cristãs Reformadas da Austrália
- Igrejas Reformadas Livres da Austrália
- Igrejas Reformadas Sudanesas

Na fase 2, ocorre o reconhecimento mútuo do ministério e da membresia, com trocas de púlpito e ceia do Senhor. As denominações podem cooperar em missões, educação teológica, produção de hinários, etc. Estão nesta fase, atualmente, as seguintes igrejas:
- Igrejas Reformadas Canadenses e Americanas
- Igreja Presbiteriana Ortodoxa
- Igreja Presbiteriana Reformada da América do Norte
- Igreja Reformada nos Estados Unidos
- Igreja Reformada de Quebec
- Igrejas Reformadas Calvinistas na Indonésia
- Igrejas Reformadas na Indonésia
- Igreja Reformada Evangélica na Letônia
- Igreja Presbiteriana Evangélica na Inglaterra e no País de Gales
- Igrejas Reformadas da Nova Zelândia
- Igreja Livre da Escócia (Continuada)
- Igrejas Reformadas na África do Sul
- Igreja Presbiteriana da Austrália Oriental
- Igreja Reformada Unida no Congo

Na fase 3, as igrejas estariam e processo de unificação. Atualmente, nenhuma denominação está nesse nível de relação, embora haja discussão sobre uma possível fusão com as Igrejas Reformadas Canadenses e Americanas desde o início do Século XXI.
Além disso, as IRUAN são um membro da Conferência Internacional das Igrejas Reformadas e do Conselho Norte Americano Presbiteriano e Reformado.